# علاج بالبول
في الطب البديل، العلاج بالبول يشير إلى مختلف استخدامات البول في الأغراض الطبية أو مستحضرات التجميل، بما في ذلك أن يشرب الإنسان بوله الشخصي أو أن يتم استخدامه في تدليك الجلد أو اللثة، ولا يوجد أي دليل علميّ يدعم استخدام البول كعلاج.

## بداية استخدام البول في الطب
على الرغم من أن البول قد استخدم للأغراض التشخيصية والعلاجية في العديد من النظم التقليدية، وقد ورد في بعض الكتب الطبية، فقد شاع البريطاني جون جورج آرمسترونغ في وقت مبكر من القرن العشرين باستخدام البول كعلاج في الطب البديل، فقد استوحى آرمسترونغ استخدام البول كعلاج طبيّ من ممارسة عائلته التي كانت تستخدم البول لعلاج لسعات بسيطة وكذلك وجع الأسنان ، وتجربتة الشخصية التي قام بها مع المريض الذي قام بإعطائه البول مع الماء فقط لمدة 45 يوم، ابتداءً من عام 1918، وصف آرمسترونغ علاج البول كبديل طبى للعديد من المرضى.
وقام آرمسترونغ بعمل كتاب يوضح فيه العلاج بالبول وقد تم بيعه على نطاق واسع، وقد ألهمَ العديد من الناس ومنهم ماناف موترا، ومقالات أخرى حول استخدام البول في الأدوية الطبية، بالإضافة إلى الإشارة لاستخدام البول في اليوغا.

## الإدعاءات الحديثة ونتائجها
البول هو منتج ثانوي من الجسم يفرز عن طريق الكلى، عن طريق عمليات الأيض التي تولد العديد من المواد التي تتطلب إزالة من مجرى الدم، والبول قد تم وصف تكوينه بشكل دقيق بواسطه ناسا عام 1971، فهو عبارة عن 95٪ من المياه مع بقية من المكونات الأخرى حيث تركيز اليوريا 9.3 غم/لتر، وكلوريد 1.87 غم/لتر، الصوديوم 1.17 غم/لتر والبوتاسيوم 0.750 غم/لتر، والكرياتينين 0.670 غم/لتر وغيرها من الأيونات الذائبة، والمركبات العضوية وغير العضوية.
ومع ذلك لا يوجد أي دليل علميّ على الاستخدام العلاجي للبول.
وقد ادعى بعض الممارسين أن يكون للبول واليوريا تأثير مضاد للسرطان، وقد عرض هذا العلاج مع غيره من أشكال العلاج البديل في بعض عيادات السرطان في المكسيك.وفقا لجمعية السرطان الأمريكية، «الأدلة العلمية المتاحة لا تدعم استخدام البول أو اليوريا بأي شكل من الأشكال لمرضى السرطان».

## الشخصيات العامة

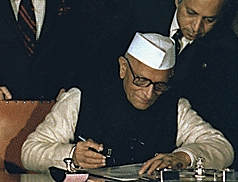
مورارجي ديساي، رئيس الوزراء الخامس من الهند، ومدافعا عن علاج البول

في عام 1978، تحدث رئيس وزراء الهند، مورارجي ديساي، الذي قام باستخدام البول كعلاج لفترة طويلة، قال ديساي أن العلاج بالبول هو الحل الطبي الأمثل للملايين من الهنود الذين لا يستطيعون تحمل تكاليف العلاج الطبي.
حذّر وزير الصحة الكاميروني أوربان أولانجوينا أونو الناس ضد شرب بولهم، نظرًا للمخاطر السميّة المتربطة بتناول البول كعلاج طبى وكتب، «وزارة الصحة تنصح ضد استخدام البول كعلاج وتدعو أولئك الذين يروجون هذه الممارسة لوقف القيام بذلك».
وقد كانت الممثلة البريطانية سارة مايلز تشرب بولها لأكتر من ثلاثين عاماً، وكانت تدعي بأن ذلك العلاج يحميها ضد الحساسية إلى جوانب الفوائد الصحيّة الأخرى.
مويسيس آلو يتبول لاعب البيسبول السابق كان يتبول على يديه للتخفيف من حدة الألم، وكان يدعي أنه يسمح له بأن يضرب الكرة دون استخدام قفازات الضرب.
وأوضحت مادونا في حوارها مع ديفيد ليترمان أنها تتبول على قدميها في الحمام، وربما ذلك للمساعدة في علاج قدميها الرياضيتين.
كشف ليوتو ماتشيدا الذي يمارس فنون الدفاع عن النفس أنه يشرب بوله، وقد كشف والده أن ليوتو بدا بشرب بوله لعجزه عن التخلص من السعال لمدة ثلاث سنوات.
شرب الملاكم خوان مانويل ماركيز بوله خلال دورة تدريبية HBO 24/7 لأنه كان يعتقد أن شرب بوله كانت فائدة غذائية كبيرة وتساعده في التدريبات المكثفة.